# Мелькор

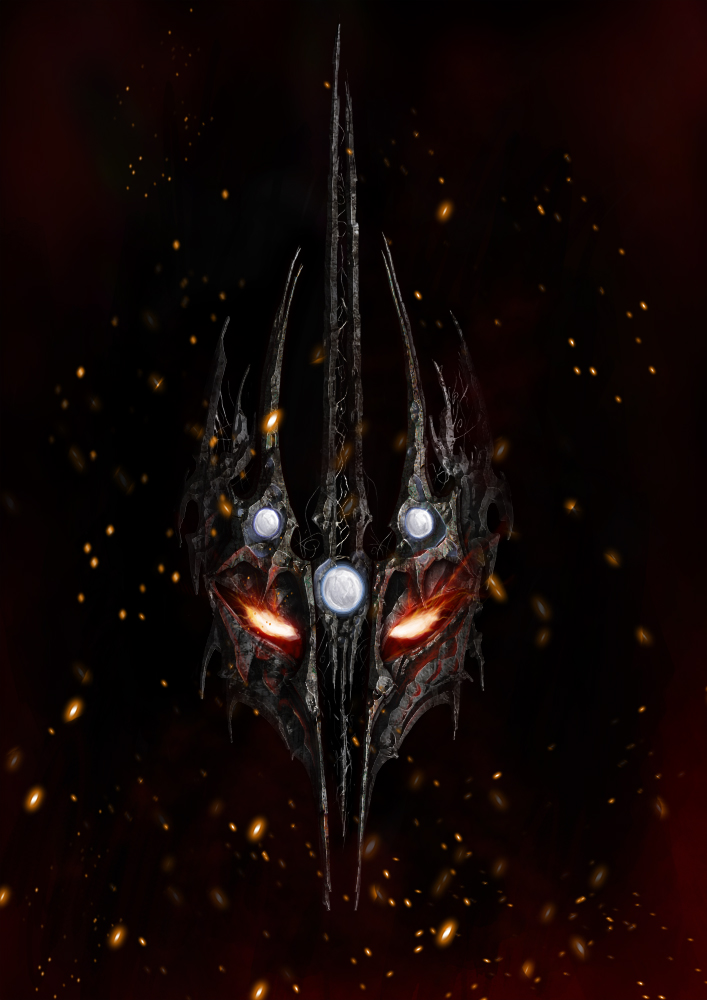
Морґот/Мелькор

Ме́лькор (англ. Melkor); Морґот Бауґлір (англ. Morgoth Bauglir) — вигаданий персонаж у легендаріумі Дж. Р. Р. Толкіна. Головний суперник світлих сил у «Сильмариліоні». Також згадується у «Дітях Гуріна» та «Володарі Перснів».
Вала-бунтівник, котрий породив зло і за походженням був наймогутнішим із айнурів. Згодом його почали іменувати «Мо́рґотом» (Morgoth), «Бауґліром» (Bauglir), Темним Володарем, Ворогом тощо. Ім'я Мелькор означало «Той, хто зростає на Силі»; синдарська форма його імення — «Белеґур» (Belegûr), однак її ніколи не вживали, використовуючи натомість зумисне змінену форму «Белеґурт» (Belegurth) — «Страшна Смерть».
Мелькор був найпотужнішим з айнурів, але навернувся на темряву, і став Морґотом, цілковитим антагоністом Арди, від якого походить будь-яке зло у світі Середзем'я. Саурон, один з майяр Вали Ауле, зрадив його і став головним помічником, правою рукою Морґота.
Морґот був головним втіленням зла у «Сильмариліоні». Його вплив затримався в світі навіть після того як він був викинутий зі світу у зовнішню порожнечу.

## Ім'я
Ім'я «Морґот» — синдарське (одна зі створених мов Толкієна) та означає «Чорний Ворог Світу»; «Бауґлір» також синдарською, що значить «Тиран» або «Гнобитель». Насправді «Морґот Бауґлір» — це епітет: його ім'я в Айнуліндале (міф про створення світу та перший розділ Сильмариліона) це Мелькор, що означає «Той, хто зростає на Силі» мовою Квенья — іншою створеною Толкієном мовою. Це також епітет з того часу як він, як і всі Айнури, мав інакше справжнє ім'я мовою Валарів (в легендаріумі — мова Айнурів до початку Часів), але це ім'я не збереглося. Синдарський відповідник Мелькора був Белеґур, але це ім'я ніколи не використовувалося; натомість було навмисно замінене на подібне Белеґурт, що означає «Страшна Смерть». У ранніх версіях легендаріума Толкіна форма його імені була Мелко, що буквально означає «Сильний».
Мелькора не називали «Морґот» доки він не зруйнував Два Дерева Валінору, вбив Фінве та викрав Сильмарили упродовж Першої Епохи. Темніше ім'я було надане Феанором, сином Фінве; відтоді ельфи називали його цим єдиним іменем. Це ім'я означає «Темний Ворог», хоча це був Чорний Ворог Світу, ім'я якого Феанор промовив вслух.
Подібно до Саурона, він посідав безліч інших найменувань: Владика Темряви, Темна Сила Півночі та Величний Ворог. Едаїн називав його Темний Король та Темна Сила; спокушені Сауроном нуменорці називали його Всегосподарем та Воледателем. Амлах називав його Володарем Брехні.

## Історія

### «Айнуліндале»
Мелькор був одним з дев'яти айнурів, які прийшли до Арди та іменувалися Валарами. Айнури були нащадками Думки Еру, Єдиного, Ілуватара. Перед створенням Арди айнури співали для Ілуватара, щоразу глибше розуміючи свій спів навзаєм, який ставав дедалі злагодженішим та гармонічнішим. Згодом Ілуватар закликав айнурів створити Величну Музику. Тоді та Музика заповнила всю порожнечу навколо. Саме в той час в серці Мелькора зародилося бажання вплести в неї дещо з власних задумів, відмінних од наспіву Ілуватара; так він прагнув помножити значущість і славу відведеної йому партії. Мелькор був обдарований найбільшими силами та знаннями і почасти володів дарами усього братства. Тому, що йому кортіло втілити власні творіння, і тому, що його дратувала незаповнена Порожнеча, на яку, здавалося, Ілуватар не зважає, він часто самотиною добувався до безодень, шукаючи Незнищенний Пломінь. Мелькорові не вдавалося знайти його, бо Вогонь був із Ілуватаром. Але в часи самотніх шукань у його голові зароїлися думки, не схожі на думки решти братства.
На відміну від свого побратима Ауле, Мелькор був занадто гордим, щоб визнати що його власні творіння існують лише завдяки волі Еру, а отже «належать» останньому. Насправді Мелькор прагнув досягти рівня Еру, істинного Творця всіх різноманітностей та можливостей.
Упродовж Величної Музики Айнурів, Мелькор пробував змінити Музику та представити те, що він вважав частиною свого власного творіння. Своїми зусиллями він здобув прихильність серед слабших волею айнурів, створюючи протилежність до основної теми Еру. Як не дивно, ці спроби не спотворили Музики, а тільки доповнили першопочаткові наміри: музика Еру набула глибини та надзвичайної краси саме через бентежні зусилля та сум, які надав Мелькор, а також через його чисельні поправки.
З того часу як Велична Музика Айнурів стала зразком для всієї подальшої історії та всього матеріального світу (вона була вперше зіграна перед Часом, і згодом всесвіт був утворений у своєму образі), у всьому залишився слід згубного впливу Мелькора у Середзем'ї; все було «спотворене». Толкін розвиває цю думку у Кільці Морґота, проводячи аналогію між Єдиним Перснем, у який Саурон помістив велику частину своєї сили, та всією Ардою — «Кільцем Морґота» — яке містить залишки Мелькорової сили та буде нею зіпсоване до Перебудови Світу.

### «Квента Сильмариліон»
Після Великого Створення, багато айнурів прийшли в Еа. Наймогутніші з них звалися валарами, Силами Світу; менш могутні, які були їхніми послідовниками та помічниками, звалися маярами. Вони одразу ж приступили до впорядкування всесвіту та Арди в ньому, відповідно до задумів Еру, які вони найкраще зрозуміли. Мелькор та його послідовники також прийшли, але він був розчарований що його товариші не визнають його як нового лідера королівства, незважаючи на його більші знання та силу, ніж в інших. У люті та соромі, Мелькор взявся до руйнування та знищення всього, що зробили інші.
Кожен з Валарів тяжів до визначеної частини світу, яка стала відображенням його або її сили. Мелькор потягнувся до жахливих крайнощів та насильства — лютого холоду, палючої спеки, землетрусів, земних розколів, цілковитої темряви, вибухового світла тощо. Спершу його сила була настільки величезною, що валари не були в стані його приборкати; він одиноко боровся зі збірною могутністю всіх валарів. Арда, здавалося, ніколи не досягла б сталої форми, поки Вала Тулкас не прийшов до Еа і не встановив рівновагу. Відкинутий Тулкасом Мелькор розмірковував серед темряви у далеких рубежах Арди, доки не настала відповідна мить, коли Тулкас відволікся. Мелькор знову прийшов у Арду та заатакував і знищив Два Світильники, які в той час були єдиним джерелом світла. Арда занурилась у пітьму і острів Альмарен, — перше поселення Валарів на Землі, був знищений серед насильницького падіння світильників. Після падіння Світильників, Валари перемістились до краю Аман, що на Заході. Країна, де вони оселилися, називалась Валінор, який вони сильно укріпили. Мелькор правував над Середзем'ям зі своєї фортеці Утумно на Півночі.
Перше правління Мелькора завершилося після того як Ельфи, старші Діти Ілуватара, прокинулися на берегах Куївінену, і Валари вирішили врятувати їх від злоби Мелькора. Валари вели руйнівну війну проти нього і врешті знищили Утумно. Тулкас завдав остаточної поразки Мелькорові, зв'язавши його винятково викуваним ланцюгом — Анґаїнором і привів його до Валінору, де він був ув'язнений в Залах Мандоса упродовж трьох століть.
Але Манве подарував Мелькорові прощення; втім, валари поки що не могли дозволити, щоби він уникнув їхнього пильного зору, тому примусили бунтівника жити в межах брам Валмара. Він вдавав смирення та чесноти, але приховано замишляв шкоду Ельфам, чиїх пробудження він вбачав за причину своєї поразки. Нолдори, найдосвідченіші з трьох ельфійських племен, які прийшли до Валінору, були найбільш піддані його змовам. Тому що Мелькор володів незліченними знаннями, які Нолдори наполегливо шукали і одночасно як він їх навчав, він також пробуджував серед Ельфів непокору та невдоволення. Коли Валарам стало відомо про це, вони надіслали Тулкаса, або той ув'язнив Мелькора, але він вже був втік. З допомогою Унґоліанти — темного духу у формі потворного павука, він знищив Два Дерева Валінору, вбив короля Нолдорів Фінве, та вкрав три Сильмарили — коштовності, зроблені сином Фінве Феанором, які були наповнені світлом Дерев. Феанор слідом за цими подіями назвав його Морґотом — «Чорним Ворогом Світу».
Морґот відновив свою владу на півночі Середзем'я, цього разу в Анґбанді — меншій фортеці, ніж Утумно, але менш зруйнованій. Він перебудував фортецю, і возніс над нею потрійний вулканічний пік Танґородріма. Сильмарили помістив у залізну корону, яку він ніколи не знімав. Феанор та більшість Нолдорів переслідували Морґота, по дорозі вбиваючи своїх родичів Телері і накликаючи на себе Закон Мандоса. Після прибуття у Белеріанд — найближчий край Середзем'я до Анґбанду, Нолдори створили королівства і оголосили Морґоту війну. Одразу після цього вперше зійшли Сонце та Місяць і Люди прокинулися десь у глибинах Середзем'я. Подальшими основними битвами були Даґор-нуін-Ґіліат (Битва під Зорями, яка велась до першого сходу Місяця), Даґор Аґлареб (Славетна Битва), Даґор Браґоллах (Битва Раптового Полум'я) під час якої довготривала облога Анґбанду була зламана та битва Нірнает Арноедіат (Битва Незліченних Сліз), коли війська Нолдорів та їхній союзників Людей були розбиті і Східняни прислужили Морґоту. Упродовж наступних декількох десятиліть Морґот знищив решту існуючих Ельфійських королівств, зменшуючи їх володіння до острова у Затоці Балор, до якого втікало багато біженців, та невеликого поселення у Гирлах Сіріону під захистом Улмо.
Перед битвою Нірнает Арноедіат людина Берен і діва-ельф Лутіен, дочка Тінґола, увійшли до Анґбанду та повернули Сильмарили з корони Морґота як тільки він заснув від співу Лутіен. Один з Сильмарилів успадкувала Елвінґ — внучка Берена та Лутіен, яка втікши з Доріату, одружилася з Еаренділом біля гирла Сіріону і вирушила з ним до Валінору, щоб там разом просити у Валарів звільнити Середзем'я від Морґота.
Упродовж Війни Гніву Белеріанд та більшість країв півночі Середзем'я були зруйновані та видозмінені. Зрештою, Морґот був цілковито розбитий, майже всі його війська були повністю знищені. Також майже всі дракони були знищені, а Танґородрім був зруйнований, коли Еаренділ вбив найбільшого з драконів — Анкалаґона Чорного. Кілька драконів, які вижили, були розкидані по землі, а також кілька уцілілих балроґів утекло й заховалось у неприступних печерах при основі землі. Морґот утік у найглибшу свою копальню, вимолюючи перемир'я та прощення, однак його звалили з ніг і пожбурили долілиць. Потому скували Анґаінором — ланцюгом, який він уже колись носив, — а залізну корону переробили на нашийник і закували голову його між колін. Сильмарили видерли з корони і вони світилися попід небом чистим сяйвом. Валари назавжди викинули Морґота через Двері Ночі поза Стіни Світу в Предвічну Порожнечу. Але брехня, яку Мелькор, могутній і проклятий, Морґот Бауґлір, Сила Страху та Ненависті, посіяв у серцях ельфів і людей виявилася зерном невмирущим та незнищенним. Час од часу вона проростатиме заново і породить плоди навіть в останні дні.

### «Діти Гуріна»
Ця книга є більш повною версією узагальненої розповіді в «Квента Сильмариліон». Гурін та його молодший брат Гуор були лідерами Дому Гадора. Під час Нірнает Арноедіат вони приховали втечу Турґона до Ґондоліна, жертвуючи своїм військом та собою. Гуор був вбитий, але Гурін був доставлений Морґоту живим. Для помсти за допомогу Гуріна Турґону та його непокору, Морґот прокляв Гуріна та його дітей, сидячи ув'язнивши Гуріна на вершині Танґородріма та змушуючи його спостерігати за всим, що відбувається (за допомогою далекосяжного зору Морґота) з його дітьми упродовж наступних років. Це маленька додаткова відомість про Морґота у цій книзі, за винятком зустрічі з Гуріном, яка ширше описана ніж у «Сильмариліоні» та більш зв'язана, ніж у «Незавершених Оповідях». Це перше посилання на псування Людей Морґотом і затвердження ним своєї влади на всій Землі через «тінь моєї мети» (англ. «the shadow of my purpose»).

### Культ Мелькора
Після поразки Морґота, його лейтенант Саурон поступово у власних цілях згуртував безліч служителів Темного Володаря і упродовж Другої Епохи укріпився в землі Мордор. Сауронові не вистачало грубої сили та злоби свого повелителя, але він був набагато хитрішим та спокусив багатьох своєю вірністю через брехню та відданість. Упродовж Другої Епохи Саурон серед Людей неодноразово використовував свою славу як правої руки Морґота, щоб представити себе як його представника і таким чином здобути відданості колишніх шанувальників давнього господаря. Подібним чином у Нуменорі після його ув'язнення, Саурон стає дуже потужним через навернення нуменорського царя Ар-Фаразона на поклоніння Мелькору. Саурон створює Культ, в якому природно було лише те, що Саурон як колишній учень Мелькора, стає первосвящеником. Цей культ використовував страх смерті нуменорців, стверджуючи, що якщо Люди жертвуватимуть Мелькору, то він надасть їм безсмертя. В дійсності, відвертаючись від Еру та Валарів, вони лише швидко життєво виснажувалися. Саурон використовував цю релігію задля своїх цілей, заохочуючи Ар-Фаразона вторгнутись до Валінору, що в результаті спричинило зруйнування Нуменору Ілуватором-Еру і кардинальну зміну Світобудови Еа (Земля-Арда з пласкої стала круглою). До Третьої Епохи Саурон частіше пропонував себе, а не Морґота, як об'єкт поклоніння для його слуг та підданих.

## Зовнішність та характеристики
Айну Мелькор з самого початку міг набувати будь-якої форми, але його перша записана з'ява була такою: «…І рушив Мелькор на Арду, могутніший і величніший за будь-кого з валарів, мовби гора, що пробивається з моря і вершечком своїм простромлює хмари, мовби гора, скута льодами та коронована димом і полум'ям; і очі його палали, як жар, то спопеляючи, то пронизуючи смертельним холодом.» У часи, коли він знищив Два Дерева та вкрав Сильмарили, він прибрав величну форму «Темного Лорда, високого та страшного». Зменшення його влади в ті часи та його власне бажання панувати, знищили його здатність вільно змінювати подобу і він став прив'язаним до однієї страхітливої форми. Його руки були опечені через викрадення Сильмарилів, які ніколи не зажили і він через століття ніс тягар пекучого болю. У його боротьбі з Високим Королем Фінґольфіном, він отримав декілька поранень; його нога була розсічена кришталевим мечем Фінґольфіна — Рінґілом. Наприкінці цієї битви, Торондор — величний Орел, різко злетів вниз і своїми кігтями покрив обличчя Морґота шрамами, ранами, які також ніколи не зажили. У бою він носив чорні обладунки та розпоряджався Ґрондом, молотом Підземель (великий таран Мордору, що розбив ворота Мінас-Тірита, був названий на честь цієї зброї). Морґот також володів чорним списом, а в ранніх текстах отруєним мечем.
Першопочатково сили Мелькора були безкрайніми — більші, ніж у будь-якого іншого або іншої Айну. Він розділяв частину сил кожного Валара, але на відміну від них використовував їх для панування над всією Ардою. Для досягнення цього Морґот розсіяв своє єство по усій Арді, плямуючи кожен її закуток; і тільки Аман був вільний від цього. Натомість його особа стала обмеженою та зменшеною.
Поза межею розуміння Морґота були відвага, сміливість та мужність. Він один з валарів пов'язав себе з фізичним (а отже вразливим) тілом; так само він один посеред валарів знав почуття страху.

## Послідовники
Через те, що Морґот був найпотужнішим створінням в Арді, багато «стікалися під його знамена» (англ. flocked to his banner). Головні слуги Морґота були спокушені ним майари, або створені ним потвори: Саурон, пізніше Темний господар Мордору і його головний слуга; балроґи, в тому числі Ґотмоґ, Командир балрогів та Верховний Воєначальник Анґбанда; Ґлаурунґ, Отець Драконів; Анкалаґон «Чорний», найвеличніший посеред Крилатих Драконів; Кархарот, наймогутніший вовк, який коли-небудь жив; Драуґлін, Повелитель Перевертнів; а також Турінґветіль, вампір-зв'язківець Саурона.
Унґоліанта — демон у подобі павука, допомогла Мелькору знищити Два Дерева. Однак їхній союз був короткотривалим: коли Мелькор відмовив Унґоліанті поступитися Сильмарилами, вона напала на нього. До цього він вже багато був розпустив своєї сили та злоби, так що сам занадто послабився, або чинити опір; він вирвався від Унґоліанти тільки за допомогою балрогів.
Коли раса Людей прокинулася, Морґот (або його слуга, залежно від того, який варіант тексту обговорюється) тимчасово покинув Анґбанд, аби мешкати серед них. Деякі Люди поклонялися йому, відкидаючи Ілуватара зі своїх сердець.
Морґот був відомий тим, що зраджував своїх власних слуг. Після того, як нолдори були переможені, він обмежив володіння всіх Людей до земель Хітлуму. Так як він ніколи не міг домінувати над Людьми, він ніколи не міг повністю їм довіряти, і насправді боявся їх.

## Розвиток персонажу
У ранніх версіях оповідань Толкіна Мелькор/Морґот не розглядався як найбільш потужний айнур. Він описується як рівний за силою Манве — володар валарів у Арді. Але його сила зростала в пізніших версіях оповідань, поки він не став найпотужнішим з айнурів, і врешті у останньому есе він став потужнішим, ніж всі валари разом взяті. Персонаж Мелькора розвинувся з видатного серед рівних собі до настільки потужного, що інші створені істоти абсолютно не могли його перемогти.
З часом Толкін змінив концепцію цього занепалого айнура та його ім'я. Ім'я, дане Феанором (Морґот) було присутнє у перших оповіданнях. Також довгий час його також називали Мелко (Melko). Толкін вагався над синдаринськими відповідниками — Белха, Мелеґор та Моелеґ (Belcha, Melegor, Moeleg). Значення ім'я також різноманітні та в різний час пов'язані до слів milka («жадібний») або velka («полум'я»). Так само староанглійські переклади розроблені Толкієном відрізнялися за змістом: Melko тлумачиться як Orgel (Гордість) і Морґот як Sweart-ós («Чорний Бог»). Морґоту в черговий раз автор приділив визначену позицію: на початку «Повісті про Турамбара» Тінвелінта (попередника Тінґола) називає його «Валар Заліза» («the Vala of Iron»).
Велика частина тексту, який опублікований як «Сильмариліон», була взята з ранішої, більш детально описаної, міфології, яка зображає старішу концепцію сили Морґота; значно менше обговорення про його спотворення Арди через своє розвинення в ній. В інших розділах, таких як проект Айнуліндале 1950 зразку року, походження його всюдисущої сили залишається ясним. Хоча це й не було поміщене до «Сильмариліону», інші версії мітології свідчать, що Мелькор уникнув опікунства над Еаренділом і повернувся наприкінці часів. У вирішальній битві Мелькор буде вбитий Туріном Турамбаром його знаменитим чорним мечем.

## «Морґот»
Ім'я, дане нолдором Феанором після того, як Мелькор викрав Сильмарили. Про це вперше розповідається в «Сильмариліоні»:

## Інтерпретація
Мелькор розцінювався як Сатана. Як Люцифер він бунтує проти свого творця. Однак, на відміну від свого християнського відповідника, він не поневолює душі померлих. Замість цього він створює «залізне пекло» для його ельфійських рабів. Його жадібність до чим далі більшої влади і пристрасть до технологій чинять його символом деспотизму сучасної машинерії.
З іншого боку, повстання Мелькора проти Бога є творчим у собі. Це пояснюється тим, що Мелькору нетерпиться наповнити пустий світ своїми речами. Але його творчість стає руйнівною, тому що вона завжди була спотворена його гординею. «Його бажання створити інших істот для своєї слави» перетворюється лише на прагнення підкорити рабів та слуг своїй волі. Ця «спокуса творчості» пізніше відображається в роботі Толкіна про противника Мелькора Феанора, який любить створені ним Сильмарили настільки сильно, що він веде весь свій народ на марну війну після того як Мелькор викрадає Сильмарили.